# Ecnomus ferrantei
Ecnomus ferrantei là một loài Trichoptera trong họ Ecnomidae. Chúng phân bố ở miền Cổ bắc.